# Власенко, Лариса Кирилловна
Лариса Кирилловна Власенко (укр. Лариса Кирилівна Власенко; 11 апреля 1948, Олеско, Львовская область — 11 декабря 2022, Хмельницкий) — артистка драмы, ведущий мастер сцены Хмельницкого областного академического музыкально-драматического театра им. М. Старицкого. Народная артистка Украины (2019).

## Биография
Лариса Власенко родилась 11 апреля 1948 года в пгт Олеско Львовской области.
Училась в студии имени И. Франко. Два года проработала в Киевском академическом национальном театре имени Ивана Франко.
В 1990 году окончила обучение в Киевском университете имени И. К. Карпенко-Карого.
С 1969 года работала в Хмельницком областном музыкально-драматическом театре имени М. Старицкого.
Скончалась 11 декабря 2022 года.

## Творчество
Творческая инициатива, глубокое проникновение в суть роли позволили ей создать на сцене театра целый ряд разноплановых образов:
- Наталка — «Горлица» А. Коломийца,
- Луиза — «Коварство и любовь» Шиллера
- Яринка — «Свадьба в Малиновке» Л. Юхвида,
- София — «Кто виноват» И. Карпенко-Карого,
- Луаза — «Как похищают красавиц» Б. Аппаева,
- Нинка-кицюня — «Интердевочка» В. Кунина,
- Голда — «Поминальная молитва» Г. Горина,
- Чана — «Поцелуй Чаниты» Ю. Милютина,
- Химка — «За двумя зайцами» М. Старицкого,
- Мадам Сивель — «Моя парижанка» Робера Ламурьо,
- Мерчуткина — комедийный триптих «Антон Павлович смеется…» по произведениям А. П. Чехова
- Бароново-Казино — «Мина Мазайло» Н. Кулиша,
- София — «Свадебный марш» В. Азерникова,
- Баба — «Сорочинская ярмарка» М. Старицкого по Н. В. Гоголю,
- Ариана — «Блез» Клода Манье,
- Тыквенные — «АZA 2011» за М.А. М. Старицкого,
- Мари — «Отель двух миров» Э.-Э. Шмитта (Сценическая версия Заслуженной артистки Украины Ларисы Курмановой),
- Переперчица — «Ночь перед Рождеством» Н. В. Гоголя (Сценическая версия НАУ Олега Мосийчука),
- Дама — «Житейское море» И. Карпенко-Карого,
- Параска — «Сто тысяч» И. Карпенко-Карого,
- Кужелиха — «Республика на колесах» Я. Мамонтова,
- Анна — «Отель двух миров» Э.-Э. Шмитта (Сценическая версия А. Коломийца),
- Иметь — «По щучьему велению» М. Кропивницкого,
- Хозяйка на вечерницах — «Назар Стодоля» Т. Г. Шевченко,
- Евдокия Филипповна — «За двумя зайцами» М. Старицкого.

## Награды
- 1976 — награждена Дипломом третьей степени за исполнение роли Светланы в спектакле «Родной дом» И. Шаляпина на республиканском смотре работ театров с творческой молодёжью 1974—1976 гг.
- 1999 — награждена Почётной грамотой Министерства культуры и искусств Украины.
- 1999 — награждена Почётной грамотой Хмельницкой облгосадминистрации.
- 2001 — награждена Грамотой Хмельницкого областного совета.
- 2002 — награждена Почётным знаком от Министерства культуры и искусств Украины.
- 2006 — награждена Почётной грамотой Министерства культуры и искусств Украины.
- 2007 — награждена Грамотой Хмельницкого областного совета.
- 2008 — награждена Дипломом VI регионального фестиваля театров Украины «Премьеры сезона 2008» в номинации «Лучшая женская роль второго плана» за роль Барановой Козино в спектакле «Мина Мазайло».
- 2018 — награждена Почётной грамотой Управления культуры, национальностей, религий и туризма Хмельницкой облгосадминистрации.
- 2019 — присвоено почётное звание «Народный артист Украины» согласно Указу Президента Украины № 868/2019 от 28 ноября 2019 г.